# Вулиця Ілони Зріні
Ву́лиця Іло́ни Зр́іні — одна з найстаріших вулиць міста Мукачево. Названа на честь володарки мукачівського замку «Паланок» княгині Ілони Зріні.
Ця вулиця з'єднує місто та замок. Раніше вона так і називалась — Замковою. Під час святкування тисячоліття приходу угорців у Карпатський басейн її було названо на честь хороброї хоронительки мукачівського замку княгині Ілони Зріні, найвизначнішої жінки в історії Мукачева, та й можливо, Угорщини. В цей період назви вулиць на шляху від замку до центру змінювались невипадково: міська влада прагнула увіковічнити славетні моменти тисячолітньої історії країни і власне Мукачева. Про це свідчать тодішні назви центральних вулиць — Зріні, Ракоці та площі Арпада.
Довгі десятиліття вулицю називали іменем володарки замку Паланок, змінили тільки при радянському режимі, присвоївши їй назву —Карла Маркса. Тільки завдяки ініціативі місцевих угорців у 1990-х роках вулиці повернули попередню назву.
Вулиця розпочинається з палацу Грюнштейна, який за переказами, у 1880-х роках побудовано мукачівським євреєм, що здобув солідний виграш у лотереї в Парижі. На наріжній валоподібній верхівці будівлі стоїть і споглядає на місто легконогий герой давньогрецької міфології  Гермес ( у римлян – Меркурій). На першому поверсі палацу тривалий час була розташована друкарня, спочатку власність Грюнштейна, а після 1944 року — державна. Після нещодавньої реконструкції споруди перший поверх було передано під торгову залу.
Навпроти палацу, на протилежному розі вулиць Ілони Зріні та Пушкіна ( кол. Ракоці) — житловий будинок, в якому у 1878-1902 рр. перший поверх тимчасово займала міська школа для дівчат, пізніше — торговельне підприємство та аптека. Нині там розміщено продуктовий магазин «Прогрес».
На перехресті вулиць Зріні та Чехова (кол. назва Данко) колись була столярна майстерня, зруйнована у 1927 році. За деякими джерелами, тут у дитячі роки був учнем Міхай Мункачі. Від вулиці Ілони Зріні бере початок важлива магістраль, що зв’язує Мукачево з Береговим — це вулиця Берегівська (кол. назва Арпада)